# Highway 61 Revisited
Highway 61 Revisited је шести студијски албум америчког кантаутора Боба Дилана, објављен 30. августа 1965. у издању Columbia Recording-а.

## О албуму
Продуцент албума је Bob Johnston, уметнички директор Uncredited. Укупно трајање албума је 51:34.
Хит песма са овог албума, у којој доминира звук оргуља, Like A Rolling Stone, више није била ограничена на 3 минуте. Само су две од девет песама трајале мање од 4 минута - а моћна завршна нумера Desolation Row, траје више од 11 минута.
Албум је убрзо након објављивања доживео огроман успех и направио од певача и текстописца доминантну фигуру у рок музици. Диланов глас озбиљан и моћан као никада до тада, ипак није био главни разлог добре продаје албума - било је важније шта је рекао, него како је то рекао. И то преставља још једну од великих жанровских прекретница.
Нисам могао више да изигравам откаченог фолк певача, знаш оно, да дрндам Blowin' In The Wind три сата свако вече.— Боб Дилан, 1978.

## Списак песама
Аутор(и) свих текстова: Боб Дилан. 
| №  | Назив                                            | Трајање |  |
| 1. | Like A Rolling Stone                             | 6:13    |  |
| 2. | Tombstone Blues                                  | 6:00    |  |
| 3. | It Takes A Lot To Laugh, It Takes A Train To Cry | 4:09    |  |
| 4. | From A Buick 6                                   | 3:19    |  |
| 5. | Ballad Of A Thin Man                             | 5:58    |  |
| 6. | Queen Jane Approximately                         | 5:31    |  |
| 7. | Highway 61 Revisited                             | 3:30    |  |
| 8. | Just Like Tom Thumb's Blues                      | 5:32    |  |
| 9. | Desolation Row                                   | 11:22   |  |